# Максимов, Афанасий Афанасьевич
Афанасий Афанасьевич Максимов (18 января 1901 — 1970) — советский партийный деятель, первый секретарь Херсонского, Дрогобычского и Сумского горкомов КПУ.
Родился в Херсоне в семье рабочего (кочегара).
Член РКСМ с 1922 года, РКП(б) с июня 1925 года (кандидат с октября 1924).
Окончил вечернее отделение Херсонского рабочего техникума водного транспорта по специальности механик морского торгового флота (1928), три курса заочного Московского института инженеров по технике безопасности и котлонадзору (1935), ВШПО при ЦК ВКП(б) в Москве (1946).
До 1922 года работал в Херсоне: кочегар у судовладельца Апатра (ноябрь 1915 — апрель 1916), смазчик у судовладельца Спозита (май-ноябрь 1916), машинист у судовладельца Борщеванова (ноябрь 1916 — март 1917), слесарь судоремонтных мастерских (апрель 1917 — август 1919), старший машинист в управлении порта (сентябрь 1919 — май 1920), старший машинист при дивизионе канонерских лодок (май 1920 — октябрь 1922).
С октября 1922 по июнь 1924 старший машинист дивизиона канонерских лодок в Очакове. Затем до 1938 года снова работал в Херсоне:
- июнь 1924 — ноябрь 1928 старший машинист, механик управления порта.
- ноябрь 1928 — октябрь 1933 тех. инспектор Херсонского окружного отдела труда.
- октябрь 1933 — май 1937 тех. инспектор котлонадзора горпрофсовета.

В мае-августе 1937 начальник энергоцеха, с августа по декабрь 1937 года секретарь парткома, парторг ЦК ВКП(б) на Херсонском консервном заводе им. Сталина. С декабря 1937 по апрель 1938 года 1 -й секретарь Херсонского горкома КП(б)У.
Затем работал в Николаеве:
- апрель-май 1938 3-й секретарь Оргбюро ЦК КП(б)У по Николаевской области.
- май 1938 — май 1941 2-й секретарь Николаевского обкома КП(б)У.
- май-сентябрь 1941 секретарь Николаевского обкома КП(б)У по машиностроительной промышленности.

Военная служба (майор):
- с сентября 1941 по сентябрь 1942 года ответственный секретарь парткомиссии политотдела Южной оперативной группы гвардейских миномётных частей на Южном фронте.
- С октября 1942 по июль 1943 года зам. начальника политотдела 56-й армии на Северо-Кавказском фронте.
- С июля 1943 по март 1944 года зам. по политчасти окружного интенданта СКВО.

С апреля 1944 по апрель 1945 года снова занимал должность зам. секретаря Николаевского обкома КП(б)У по машиностроительной промышленности. С апреля 1945 по декабрь 1946 года слушатель ВШПО при ЦК ВКП(б) (Москва).
С января 1947 по январь 1950 года второй, с января по август 1950 года первый секретарь Дрогобычского горкома КП(б)У.
С августа 1950 до не ранее чем 1954 года первый секретарь Сумского горкома КПУ.
Умер в 1970 году не позже апреля.
Награждён орденом Отечественной войны II степени и медалями «За оборону Кавказа» и «За победу над Германией».